# Clarias batrachus

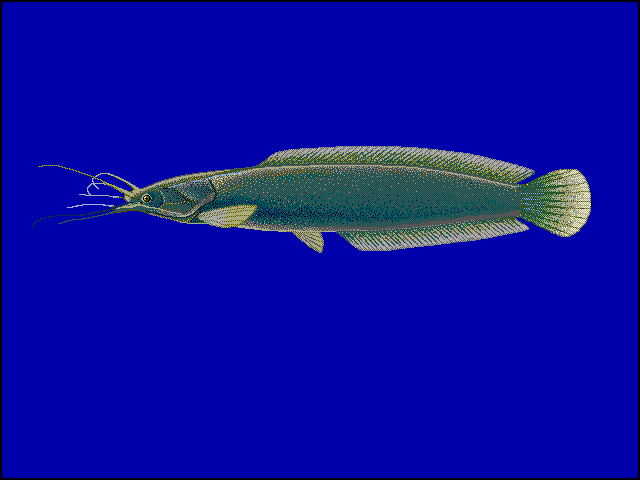
Dibujo esquemático.

Clarias batrachus es una especie de pez de la familia Clariidae en el orden de los Siluriformes. Está incluido en la lista 100 de las especies exóticas invasoras más dañinas del mundo de la Unión Internacional para la Conservación de la Naturaleza.

## Morfología
Los machos pueden llegar alcanzar los 47 cm de longitud total.
Las variedades  albinas son comunes y antes se vendían en las tiendas de acuarios.

## Distribución geográfica
Se encuentra en Sri Lanka, Sumatra,  Java, Borneo y en las cuencas de los ríos Mekong y Chao Phraya. Se considera especie invasora en República Dominicana y en Cuba donde después de haber sido introducida para explotar su potencial alimenticio ha generado muchos problemas ecológicos.